# DaVinci Resolve
DaVinci Resolve (первоначально da Vinci Resolve) — приложение для цветокоррекции и нелинейного редактирования видео (NLE) для macOS, Windows и Linux, разработанное da Vinci Systems, после её приобретения в 2009 году разрабатывается Blackmagic Design. Помимо платной версии программы (называемой DaVinci Resolve Studio) Blackmagic Design также распространяет бесплатную версию с урезанной функциональностью, под названием DaVinci Resolve (первоначально DaVinci Resolve Lite).

### Фильмы
DaVinci Resolve использовался для редактирования художественных фильмов, таких как «Чужой: Завет», «Аватар», «Best of Enemies», «Дэдпул 2», «Jason Bourne», «Kingsman: Золотое кольцо», «Ла-Ла-Ленд», «Любовь и Милосердие», «Пираты Карибского моря», «Прометей», «Робин Гуд», «007: Спектр», «Звёздные войны: Последние джедаи» и «Люди Икс: Апокалипсис».